# Aladdin (comédie musicale)
Pour les articles homonymes, voir Aladdin.
Ne doit pas être confondu avec Disney's Aladdin: A Musical Spectacular.
Aladdin est une comédie musicale inspirée du film Aladdin (1992) dont la première représentation a eu lieu le 7 juillet 2011 à Seattle au 5th Avenue Theatre (en).

## Historique

### Premières adaptations avant Broadway

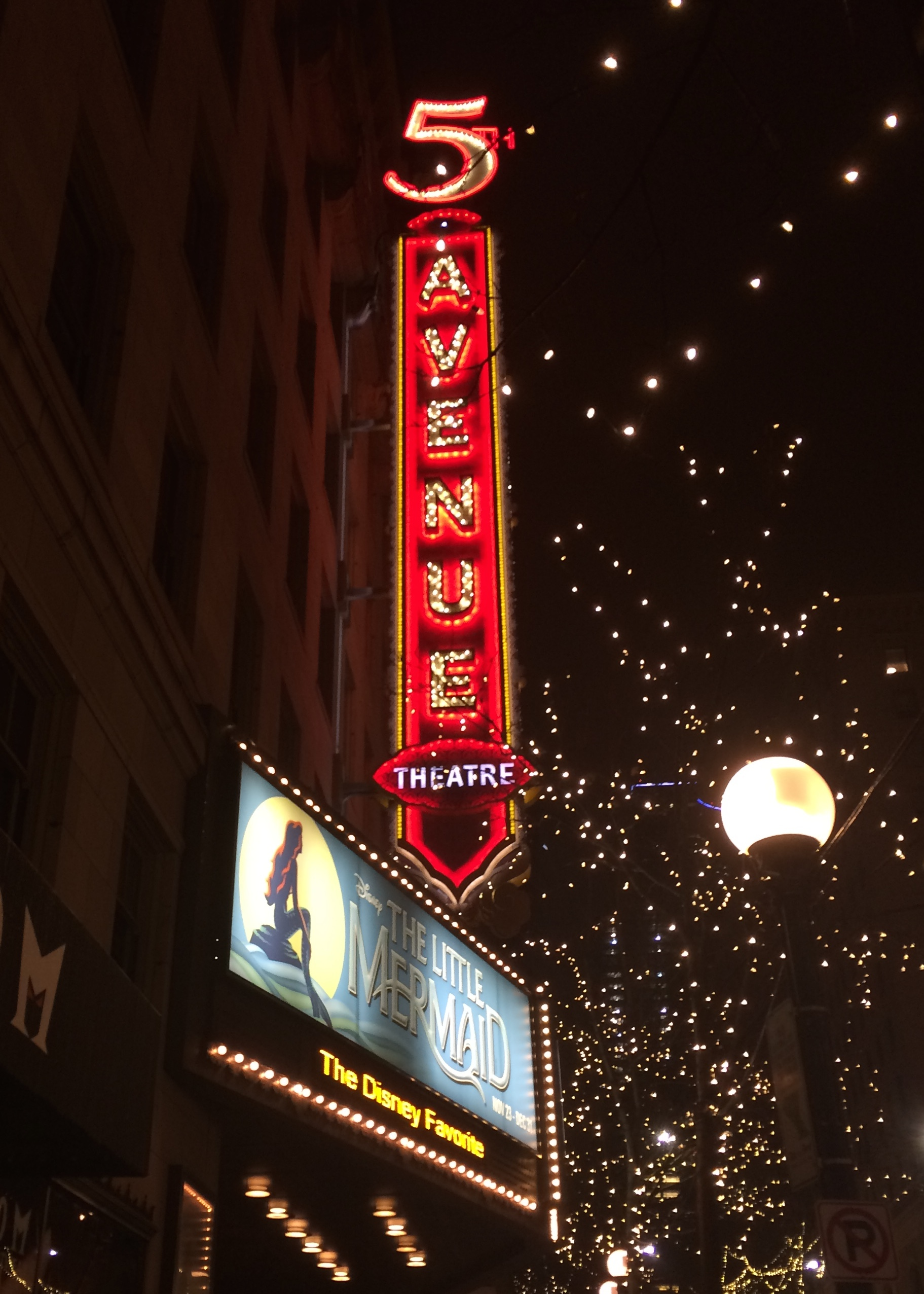
Entrée du 5th Avenue Theatre de Seattle en 2016.

En novembre 2010, Alan Menken confirme qu'une adaptation en comédie musicale d’Aladdin était en cours avec un livret écrit par Chad Beguelin. Le 13 janvier 2011, le Seattle Times annonce que la première de la comédie musicale nommée Disney's Aladdin: The New Stage Musical produite pour Walt Disney Theatrical Productions aura lieu en juillet 2011,. La première de la comédie musicale Disney's Aladdin: The New Stage Musical a lieu le 7 juillet 2011  au 5th Avenue Theatre (en) de Seattle.
Le 24 février 2012, Atlantis Productions annonce avoir obtenu une licence de Disney Theatrical pour jouer Disney's Aladdin: The New Stage Musical au Meralco Theatre de Manille aux Philippines à partir de novembre 2012. La première a lieu le 16 novembre 2012. En parallèle, la comédie musicale est en tournée aux Etats-Unis avec de juin à octobre 2012 au Tuacahn Amphitheatre (en) à Ivins dans l'Utah et en juillet au The Muny à Saint Louis, Missouri.
Le 7 janvier 2013, Disney Theatrical annonce l'arrêt de Mary Poppins le 3 mars 2013 au New Amsterdam Theatre et son remplacement par Disney's Aladdin: The New Stage Musical. En mars 2013, une adaptation en espagnole est présentée à Bogota en Colombie.
Le 29 août 2013, Disney Theatrical annonce le début de Disney's Aladdin: The New Stage Musical au New Amsterdam Theatre pour le 26 février 2014. Une version de rodage pré-Broadway est présentée au Ed Mirvish Theatre à Toronto au Canada de novembre 2013 à janvier 2014,. La première de la comédie musicale a lieu le 1er février 2014. Le 4 août 2014, Disney Theatrical annonce la prolongation de Disney's Aladdin: The New Stage Musical du 4 janvier au 1er février 2015.

### Broadway et autres productions

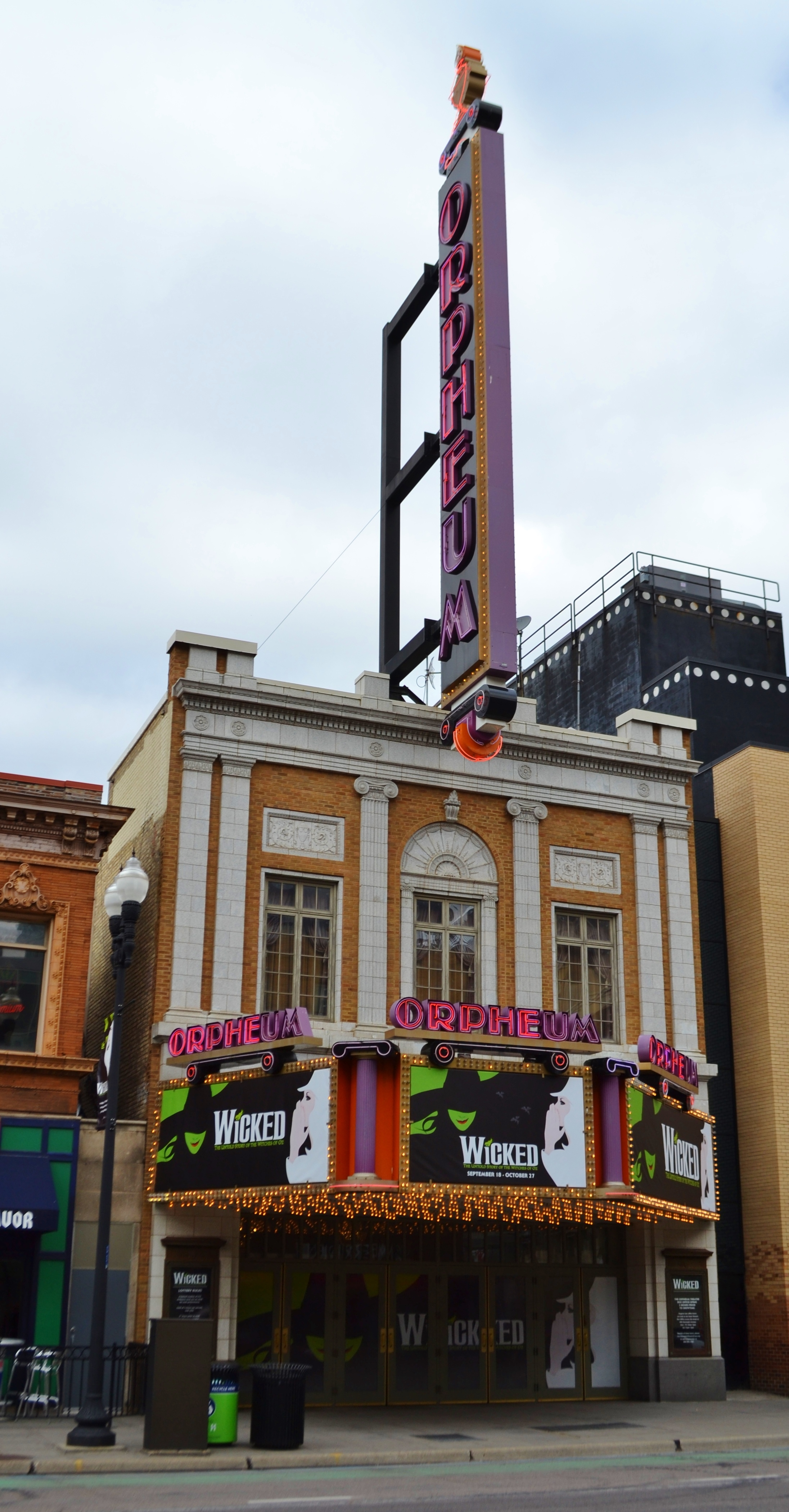
Orpheum Theater de Minneapolis.

Le 28 novembre 2014, Disney Theatrical annonce que le spectacle sera présenté en Allemagne et à Tokyo en 2015, à Londres début 2016 et en Australie en 2016. Le 22 juillet 2015, TheStreet.com annonce que Disney Theatrical continue de dominer Broadway avec les comédies musicales Le Roi lion et Aladdin qui récoltent respectivement 2,6 et 1,8 million d'USD par semaine à comparer à la moyenne qui s'établit entre 800 000 et 900 000 USD. La moyenne de recettes du spectacle La Belle et la Bête pour la période 1994 à 2007 est de 621 000 USD.
Le 26 janvier 2016, Disney Theatrical annonce que Disney's Aladdin: The New Stage Musical débutera une tournée américaine à partir du 11 avril 2017 avec 12 semaines au Cadillac Palace Theatre de Chicago,. Le 4 avril 2016, pour la comédie musicale Aladdin à Broadway, Disney met en place une loterie d'attribution de places sur internet au lieu d'une loterie sur place. Le 6 juin 2017, le spectacle est annoncé du 15 septembre au 8 octobre au Orpheum Theatre (en) de Minneapolis.

#### Europe
La version allemande est présentée à Hambourg en partenariat avec Stage Entertainment.
Le 15 juin 2016, la version Disney's Aladdin: The New Stage Musical débute à Londres au Prince Edward Theatre,. Le 27 septembre 2016, Disney annonce que la comédie musicale présentée à Londres est prolongée jusqu'en avril 2017.
Le 24 janvier 2017, Disney prolonge la comédie musicale Disney's Aladdin: The New Stage Musical présentée à Londres jusqu'en juillet 2017.
Mars 2023 marque le début de la production espagnole Aladdín El Musical au Teatro Coliseum de Madrid produit par Stage Entertainment España. Ce spectacle succèdera à Tina El Musical , Anastasia El Musical et fera partie des nombreuses comédie musicale à Madrid au côté d'El Rey Leon et Chicago (entre autres).

#### Japon
En mai 2015, une adaptation japonaise est présentée au Dentsu Shiki Theatre Umi à Tokyo par la Shiki Theatre Company.

#### Australie
Le 15 octobre 2015, Disney annonce une adaptation en Australie. La première australienne a lieu à Sydney au Capitol Theatre le 11 août 2016 et s'achève le 19 février 2017. La comédie musicale déménage à Melbourne au Her Majesty's Theatre à partir du 24 avril 2017 avant de partir à Perth et à Brisbane.

## Fiche technique
Source : IBDb
- Musique : Alan Menken
- Paroles : Howard Ashman et Tim Rice
- Musiques et paroles additionnelles : Chad Beguelin et Michael Kosarin
- Livret : Chad Beguelin adapté du scénario de Ron Clements, John Musker, Ted Elliott et Terry Rossio
- Orchestration : Danny Troob
- Arrangements : Glen Kelly (Orchestration, musique), Michael Kosarin (vocaux) 
  - Arrangements additionnels : Doug Besterman, Ned Ginsburg and Larry Hochman
- Production : Walt Disney Theatrical
- Mise en scène : Casey Nicholaw, Scott Taylor (associé)
- Choréographe : Casey Nicholaw, John MacInnis (associé)
- Décors : Bob Crowley ; Ros Coombes et Bryan Johnson (associés)
- Costumes : Gregg Barnes, Sky Switser (associé)
- Lumières : Natasha Katz, Aaron Spivey (associé)
- Environnement sonore : Ken Travis, Alex Hawthorn (associé)
- Coiffures : Josh Marquette
- Maquillages : Milagros Medina-Cerdeira, Amy Porter (associé)

## Résumé
Acte I
Acte II

## Distribution
| Personnage | Distribution à Seattle     | Distribution à Toronto/Broadway |
| ---------- | -------------------------- | ------------------------------- |
| Aladdin    | Adam Jacobs (en)           | Adam Jacobs (en)                |
| Jasmine    | Courtney Reed (en)         | Courtney Reed (en)              |
| Genie      | James Monroe Iglehart (en) | James Monroe Iglehart (en)      |
| Jafar      | Jonathan Freeman           | Jonathan Freeman                |
| The Sultan | Seán G. Griffin            | Clifton Davis                   |
| Iago       | Don Darryl Rivera          | Don Darryl Rivera               |
| Omar       | Andrew Keenan-Bolger (en)  | Jonathan Schwartz               |
| Babkak     | Brian Gonzales             | Brian Gonzales                  |
| Kassim     | Brandon O’Neill            | Brandon O’Neill                 |

## Numéros musicaux

### Pre-Broadway
Act I
- "Arabian Nights" (Ashman/Rice) - Babkak, Omar, Kassim, & Company
- "Babkak, Omar, Aladdin, Kassim" (Ashman*) - Babkak,Omar,Aladdin, & Kassim
- "One Jump Ahead" (Rice) - Aladdin & Ensemble
- "One Jump Ahead" (Reprise) - Aladdin
- "Proud of Your Boy" (Ashman*) - Aladdin
- "Arabian Nights (Reprise I)" (Ashman*) - Babkak, Omar, & Kassim
- "Call Me a Princess" (Ashman*) - Jasmine & Attendants
- "Call Me a Princess (Reprise) (Beguelin) - Jasmine
- "Why Me?" (Rice*) - Jafar, Iago
- "A Million Miles Away" (Beguelin**) - Aladdin & Jasmine
- "Arabian Nights (Reprise II)" (Ashman*) - Babkak, Omar, & Kassim
- "Friend Like Me" (Ashman) - Genie & Company
- "Arabian Nights (Reprise III)" (Beguelin**) - Babkak, Omar, & Kassim
- Act One Finale (Friend Like Me (Reprise) / Proud of Your Boy (Reprise I)) (Beguelin**) -  Genie & Aladdin

Act II
- "Prince Ali" (Ashman) - Genie, Babkak, Omar, Kassim, & Company
- "A Whole New World" (Rice) - Aladdin & Jasmine
- "High Adventure" (Ashman*) - Babkak, Omar, & Kassim
- "Somebody's Got Your Back" (Beguelin**) - Genie, Aladdin, Babkak, Omar, & Kassim
- "Wedding Suite" - Orchestra
- "Prince Ali (Reprise)" (Rice) - Jafar, Sultan, & Company
- Finale Ultimo ("Arabian Nights (Reprise IV)" (Ashman*) / "A Whole New World (Reprise)" (Rice)) Company

### Orchestre
La production d'Aladdin comporte un orchestre de 18 instruments :
- trois clarinettes
- trois Trompettes
- un cor d'harmonie
- un Trombone et un trombone basse
- une batterie
- des percussions
- deux claviers
- deux violons
- un violoncelle
- une contrebasse
- une guitare

### Broadway
Acte I
- Overture
- Arabian Nights (Ashman/Rice)– Genie & Company
- One Jump Ahead (Rice) – Aladdin & Ensemble
- One Jump Ahead (Reprise) (Rice) - Aladdin
- Proud of Your Boy (Ashman*) – Aladdin
- These Palace Walls (Beguelin**) – Jasmine & Female Attendants
- Babkak, Omar, Aladdin, Kassim (Ashman*) – Babkak, Omar, Aladdin, Kassim, Jasmine & Ensemble
- A Million Miles Away (Beguelin**) – Aladdin & Jasmine
- Diamond in the Rough (Beguelin**) – Jafar, Iago, & Aladdin
- Friend Like Me (Ashman) – Genie, Aladdin and Ensemble
- Act One Finale (Friend Like Me (Reprise)/Proud of Your Boy (Reprise I)) (Beguelin**) – Genie & Aladdin

Acte II
- Prince Ali (Ashman) – Genie, Babkak, Omar, Kassim, & Ensemble
- A Whole New World (Rice) – Aladdin & Jasmine
- High Adventure (Ashman*) – Babkak, Omar, Kassim, & Ensemble
- Somebody's Got Your Back (Beguelin**) – Aladdin, Genie, Babkak, Omar, & Kassim
- Proud of Your Boy (Reprise II) (Beguelin**) – Aladdin
- Prince Ali (Sultan Reprise) (Beguelin**) – Sultan & Company
- Prince Ali (Jafar Reprise) (Rice) – Jafar
- Finale Ultimo (Arabian Nights (Reprise) (Ashman/Beguelin*) / A Whole New World (Reprise) (Rice)) – Company
- Bows (Friend Like Me (Reprise II)) (Ashman) – Company

## Récompenses et nominations

### Production originale de Broadway
| Année | Récompense                 | Catégorie                                         | Nomination                                            | Résultat   |
| ----- | -------------------------- | ------------------------------------------------- | ----------------------------------------------------- | ---------- |
| 2014  | Tony Award                 | Best Musical                                      | Best Musical                                          | Nomination |
| 2014  | Tony Award                 | Best Book of a Musical                            | Chad Beguelin                                         | Nomination |
| 2014  | Tony Award                 | Best Original Score                               | Alan Menken, Howard Ashman, Tim Rice et Chad Beguelin | Nomination |
| 2014  | Tony Award                 | Best Performance by a Featured Actor in a Musical | James Monroe Iglehart                                 | Lauréat    |
| 2014  | Tony Award                 | Best Choreography                                 | Casey Nicholaw                                        | Nomination |
| 2014  | Drama Desk Award           | Outstanding Musical                               | Outstanding Musical                                   | Nomination |
| 2014  | Drama Desk Award           | Outstanding Book of a Musical                     | Chad Beguelin                                         | Nomination |
| 2014  | Drama Desk Award           | Outstanding Music                                 | Alan Menken                                           | Nomination |
| 2014  | Drama Desk Award           | Outstanding Lyrics                                | Howard Ashman, Tim Rice and Chad Beguelin             | Nomination |
| 2014  | Drama Desk Award           | Outstanding Actor in a Musical                    | Adam Jacobs                                           | Nomination |
| 2014  | Drama Desk Award           | Outstanding Featured Actor in a Musical           | James Monroe Iglehart                                 | Lauréat    |
| 2014  | Drama Desk Award           | Outstanding Choreography                          | Casey Nicholaw                                        | Nomination |
| 2014  | Outer Critics Circle Award | Outstanding Book Of A Musical                     | Outstanding Book Of A Musical                         | Nomination |
| 2014  | Outer Critics Circle Award | Outstanding Choreographer                         | Casey Nicholaw                                        | Nomination |
| 2014  | Outer Critics Circle Award | Outstanding Costume Design                        | Gregg Barnes                                          | Nomination |
| 2014  | Outer Critics Circle Award | Outstanding Featured Actor in a Musical           | James Monroe Iglehart                                 | Nomination |
| 2014  | Outer Critics Circle Award | Outstanding Lighting Design                       | Natasha Katz                                          | Nomination |
| 2014  | Outer Critics Circle Award | Outstanding New Broadway Musical                  | Outstanding New Broadway Musical                      | Nomination |
| 2014  | Outer Critics Circle Award | Outstanding New Score (Marjorie Gunner Award)     | Outstanding New Score (Marjorie Gunner Award)         | Nomination |
| 2014  | Outer Critics Circle Award | Outstanding Set Design                            | Bob Crowley                                           | Nomination |
| 2015  | Grammy Award               | Best Musical Theater Album                        | Best Musical Theater Album                            | Nomination |

### Production originale de Londres
| Année | Récompense              | Catégorie       | Nomination  | Résultat   |
| ----- | ----------------------- | --------------- | ----------- | ---------- |
| 2017  | Laurence Olivier Awards | Best Set Design | Bob Crowley | Nomination |

### Production originale australienne
| Année | Récompense              | Catégorie                                         | Nomination                         | Résultat   |
| ----- | ----------------------- | ------------------------------------------------- | ---------------------------------- | ---------- |
| 2016  | Glugs Theatrical Awards | Most Outstanding Mainstage Musical                | Most Outstanding Mainstage Musical | Lauréat    |
| 2016  | Glugs Theatrical Awards | Best Actor in Musical Theatre                     | Michael James Scott                | Nomination |
| 2016  | Glugs Theatrical Awards | Best Actor in Musical Theatre                     | Ainsley Melham                     | Nomination |
| 2016  | Glugs Theatrical Awards | Most Outstanding Performance by a Newcomer        | Ainsley Melham                     | Lauréat    |
| 2017  | Helpmann Awards         | Best Musical                                      | Best Musical                       | Nomination |
| 2017  | Helpmann Awards         | Best Choreography in a Musical                    | Casey Nicholaw                     | Nomination |
| 2017  | Helpmann Awards         | Best Direction of a Musical                       | Casey Nicholaw                     | Nomination |
| 2017  | Helpmann Awards         | Best Male Actor in a Musical                      | Ainsley Melham                     | Nomination |
| 2017  | Helpmann Awards         | Best Male Actor in a Supporting Role in a Musical | Michael James Scott                | Lauréat    |
| 2017  | Helpmann Awards         | Best Set Design                                   | Bob Crowley                        | Nomination |
| 2017  | Helpmann Awards         | Best Costume Design                               | Gregg Barnes                       | Lauréat    |